# Smidtia amurensis
Smidtia amurensis är en tvåvingeart som först beskrevs av Borisova 1962.  Smidtia amurensis ingår i släktet Smidtia och familjen parasitflugor. Inga underarter finns listade i Catalogue of Life.